# Marieke Vervoort
Marieke Vervoort (Diest, 10 mei 1979 – aldaar, 22 oktober 2019) was een Belgische sportster. Zij beoefende atletiek, zeilwagenrijden en deed eerder aan triatlon. Zij nam twee keer deel aan de Paralympische Spelen en veroverde bij die gelegenheid een gouden en een zilveren medaille in Londen. In Rio behaalde ze een zilveren medaille op de 400m en op de 100m won ze een bronzen medaille.

## Sportcarrière
Vervoort werd in 2006 wereldkampioene kwart afstand AWAD in de categorie handcycle in het Zwitserse Lausanne. In 2007 werd ze opnieuw wereldkampioene in het Duitse Hamburg. Datzelfde jaar nam zij op 13 oktober 2007 deel aan de Ironman Hawaï 2007, en een maand later werd ze geëerd als Trots van Vlaanderen als doorzetter van het jaar. Door haar aandoening - ze leed aan een spierziekte - werd in 2008 duidelijk dat triatlon niet meer mogelijk was. Ze schreef een boek, Wielemie. Sporten voor het leven, en nam deel aan het Europees kampioenschap blokarten in Denemarken. In 2010 nam Vervoort deel aan het WK blokarten en aan marathons wheelen. In 2011 werd ze op het EK blokarten tweede in de categorie Fly, en ook in de wheelersport haalde ze podiumplaatsen.
Op 5 en 6 mei 2012 verbrak Marieke Vervoort in Zagreb drie Europese records op de Croatian Open, een IPC-wedstrijd. Ze werd recordhouder op de 100, 200 (38"18) en 400 m (1.10"50) in de klasse T52 en behaalde de paralympische minima voor de 100 en 200 m. Op 20 mei 2012 vestigde ze in een meeting in Zele een Europees record met 20"40 op de 100 m.
Op 27 juli 2012 verbrak Vervoort bij de Belgische kampioenschappen voor atleten met een handicap in Lier, georganiseerd door AC Lyra, nogmaals haar Europese records op de 100, 200 en 400 m, met tijden van respectievelijk 19"19, 35"67 en 1.05",59. Op de 800 m brak ze met 2.13"49 het zeven jaar oude wereldrecord van 2.16"71 dat sinds 20 mei 2005 op naam stond van Lisa Franks uit Canada.
In de finale van de 200 m wheelen T52 voor vrouwen op 1 september 2012, tijdens de Paralympische Spelen van 2012 in Londen, haalde ze zilver met een tijd van 34"83, opnieuw een Europese recordtijd. Ze eindigde na de Canadese Michelle Stilwell, maar voor de Amerikaanse Kerry Morgan. In de finale van de 100 m sprint T52 voor vrouwen in Londen op 5 september 2012 haalde ze goud met een tijd van 19"69, een paralympisch kampioenschapsrecord. Ze eindigde voor de Canadese Michelle Stilwell en de Amerikaanse Kerry Morgan.
Op het WK atletiek voor paralympiërs in 2015 in Doha (Qatar) werd ze wereldkampioen. Ze legde de 200 meter af in 35"91, twee seconden boven haar Europees record (33"65). Ook de 100 en 400 meter schreef ze op haar naam en behaalde ze goud. 
Op de Paralympische Spelen Rio 2016 behaalde ze zilver.
Marieke Vervoort trainde bij Atletiekclub Lyra met de Nederlandse trainster Ineke Boekelman.

## Publicaties
Vervoort schreef het boek Wielemie. Sporten voor het leven dat uitkwam in 2012 (Houtekiet), en De andere kant van de medaille (2017) over haar slepende spierziekte en de impact daarvan op haar leven.

## Levenseinde
Eind 2017 kondigde Marieke aan dat de pijn ondraaglijk werd en dat ze niet langer meer wilde afzien. Ze had in haar boek De andere kant van de medaille al aangekondigd dat, als medicatie niet meer voldoende zou zijn, ze zou kiezen voor euthanasie. Dat deed ze uiteindelijk ook, en op 22 oktober 2019 overleed ze op 40-jarige leeftijd.
Over de laatste jaren van haar leven werd de documentaire Marieke - Addicted To Life gemaakt door de filmmaker Pola Rapaport.

## Onderscheidingen
- 2012: Vlaams Sportjuweel
- In november 2013 mocht ze uit handen van koning Filip en koningin Mathilde haar titel van Grootofficier in de Kroonorde ontvangen voor haar prestaties op de Paralympische Spelen van 2012.[10]
- In 2015 werd ze verkozen tot Vlaamse Reus.[11]
- Op 11 juli 2016 ontving ze uit handen van minister-president Geert Bourgeois het Ereteken van de Vlaamse Gemeenschap voor haar verdiensten voor Vlaanderen.
- Paralympiër van het jaar (2012 en 2015)

1982 Annie Lambrechts · 1983 Eddy Annys · 1984 Ingrid Berghmans · 1985 niet uitgereikt · 1986 William Van Dijck · 1987 Wim Van Belleghem · 1988 Robert Van de Walle · 1989 niet uitgereikt · 1990 Ulla Werbrouck · 1991 Sabine Appelmans · 1992 Annelies Bredael · 1993 Gella Vandecaveye · 1994 Brigitte Becue · 1995 Fred Deburghgraeve · 1996 Luc Van Lierde · 1997 Stefan Everts · 1998 Sven Nys · 1999 Marleen Renders · 2000 Filip Meirhaeghe · 2001 Kim Clijsters · 2002 Kim Gevaert · 2003 Benny Vansteelant · 2004 Gino De Keersmaeker · 2005 Kathleen Smet · 2006 Tia Hellebaut · 2007 estafetteploeg 4x100m dames · 2008 Kenny De Ketele · 2009 Tom Goegebuer · 2010 Cédric Van Branteghem · 2011 Evi Van Acker · 2012 Hans Van Alphen and Marieke Vervoort · 2013 Frederik Van Lierde · 2014 Bart Swings · 2015 Jaouad Achab · 2016 Peter Genyn · 2017 Seppe Smits · 2018 Nina Derwael · 2019 Emma Meesseman · 2020 niet uitgereikt · 2021 Belgische hockeyploeg (mannen) · 2022 Remco Evenepoel  · 2023 Lotte Kopecky
1992 Sabine Appelmans · 1993 Gella Vandecaveye · 1994 Frédérik Deburghgraeve · 1995 Johan Museeuw · 1996 Luc Van Lierde · 1997 Luc Van Lierde · 1998 Frédérik Deburghgraeve · 1999 Luc Van Lierde · 2000 Kim Clijsters · 2001 Kim Clijsters · 2002 Kim Gevaert · 2003 Marc Herremans · 2004 Kim Gevaert · 2005 Tom Boonen · 2006 Tia Hellebaut · 2007 Kim Gevaert · 2008 Tia Hellebaut · 2009 Niels Albert · 2010 Kim Clijsters · 2011 Thomas Van Der Plaetsen · 2012 Evi Van Acker · 2013 Frederik Van Lierde · 2014 Delfine Persoon · 2015 Marieke Vervoort · 2016 Greg Van Avermaet · 2017 Nina Derwael · 2018 Nina Derwael · 2019 Emma Meesseman · 2020 Wout van Aert · 2021 Bashir Abdi en Peter Genyn · 2022 Remco Evenepoel · 2023 Patrick Lefevere · 2024 Jan Vertonghen
- International Standard Name Identifier: 0000 0003 8906 0298
- Nederlandse Thesaurus van Auteursnamen: 319016757
- Virtual International Authority File: 282417107
- WorldCat: E39PBJyGRmH3dB6BdVGbRxF3Qq